# 欧洲同性结合

歐洲實行民事結合制度的國家
性別中立的民事結合政策
僅限同性伴的侶民事結合政策
曾實行同性民事結合但被同性婚姻政策取代
從未實行民事結合政策

歐洲各地對同性婚姻及同性民事結合合法化政策處於爭論狀態。目前歐洲50個國家和8個地區中有33個承認了某一種同性結合關係，而其中又大部分是歐洲聯盟成員國（27個成員國中已有24國承認）。
截至2025年，22個歐洲國家承認同性婚姻合法並開始實施同性婚姻政策，這些國家是安道爾、奧地利、比利時、丹麥、愛沙尼亞、芬蘭、法國、德國、希臘、冰島、愛爾蘭、列支敦士登、盧森堡、馬耳他、荷蘭、挪威、葡萄牙、斯洛文尼亞、西班牙、瑞典、瑞士、英國。9個歐洲國家承認某種形式的同性民事結合關係，它們是克羅地亞、塞浦路斯、捷克、匈牙利、義大利、拉脫維亞、摩納哥、黑山和聖馬力諾。
波蘭和斯洛伐克承認有限目的的私人契約性質的兩人同居關係，這種同居關係不基於性取向或包括非性及非親密關係的類型。而保加利亞、拉脫維亞、立陶宛和羅馬尼亞等國雖然本國法律不承認同性婚姻，但它們受歐洲法院判決約束而承認在歐盟境內註冊或至少一方是歐盟公民的同性婚姻，並給予這些同性婚姻以異性婚姻相等的權益。 不過歐洲法院該判決在實際執行中並未得到充分尊重，例如羅馬尼亞就拒絕執行該判決。
在實行同性婚姻的歐洲國家裡，有部分依舊保留民事結合關係。例如：荷比盧三國、法國和英國。而德國、愛爾蘭和北歐五國則廢除了它們在制定同性婚姻前的同性民事伴侶政策，不過既有的同性民事伴侶關係還繼續得以承認。
目前歐洲也有部分國家完全不承認同性婚姻，例如亞美尼亞、白俄羅斯、保加利亞、克羅地亞、格魯吉亞、匈牙利、拉脫維亞、立陶宛、摩爾多瓦、黑山、俄羅斯、波蘭、塞爾維亞、斯洛伐克和烏克蘭等國在憲法上將婚姻定義為男女之間的結合。但是，克羅地亞、匈牙利、拉脫維亞和黑山允許同性民事結合。

## 當前狀況

### 國際層面

#### 歐洲人權法院
多年來，歐洲人權法院處理了一些質疑某些歐洲聯盟成員國對同性伴侶缺乏法律認可的案件。但歐洲人權法院認為《歐洲人權公約》只要求成員國提供法律認可，但並不要求對同性伴侶開放婚姻。
在2010年6月24日做出裁定的“夏克與科夫訴奧地利案”中，歐洲人權法院裁定《歐洲人權公約》沒有強制成員國立法或在法律上承認同性婚姻。 但是，法院首次承認同性關係是“家庭生活”的一種形式。
在2013年11月7日裁定的“瓦利亞納托斯等人訴希臘案（Vallianatos and Others v Greece）”中， 歐洲人權法院裁定希臘政府禁止同性伴侶進行民事結合關係登記公約，民事結合是一種異性伴侶可以合法使用的伴侶關係形式。希臘在2008年頒布的一項法律中僅允許異性伴侶建立民事結合關係；直至2015年，希臘政府才通過另一項法律將這項關係延伸至同性伴侶。
2015年7月21日裁定的“奧利亞里等人訴義大利案”中， 歐洲人權法院更進一步確立了歐盟成員國為同性伴侶提供法律承認的積極義務。義大利因此違反了公約；它最終於2016年實施了同性民事結合政策。該決定為23個歐盟成員國、某些英國和荷蘭王國領土以及目前不承認同性伴侶的有限承認國家（科索沃除外）在未來可能產生的家庭生活權案件開創了先例。
2016年6月9日裁定的“哈賓和夏彭蒂埃訴法國案（Chapin and Charpentier v France）”基本上支持了“沙爾克和科普夫訴奧地利案（Schalk and Kopf v. Austria）”的裁決，認為不支持同性婚姻並不違反《歐洲人權公約》。 在歐洲人權法院做出裁定的時候，法國政府也已批准了同性婚姻立法。但在案件起訴的2004年，法國只有民事互助契約這一同性結合形式。
2023年裁定的“費多托娃等人訴俄羅斯案”中，歐洲人權法院裁定各國有義務承認同性結合或民事結合關係。包括波蘭在內的其他國家相似案件正在審理中。 同時早在2020年，歐洲人權法院就已經通知波蘭政府，它已接受有關波蘭同性伴侶無法結婚或締結民事伴侶關係的投訴。

#### 歐洲聯盟
歐洲聯盟內部就如何要求其成員國承認在其他成員國所註冊的同性婚姻或任何與歐盟公民相關的同性民事結合及註冊伴侶關係而展開了一些爭論，歐盟試圖就此保證公民家屬的自由遷徙權。
2010年，羅馬尼亞LGBT活動人士阿德里安·科曼（Adrian Coman）和他的美國伴侶羅伯特·克萊伯恩·漢密爾頓（Robert Claibourn Hamilton）在比利時註冊結婚，隨後他倆試圖移民至羅馬尼亞定居。但羅馬尼亞政府拒絕承認他們的婚姻關係，這起案件一度上訴至歐洲法院。 2018年1月11日，歐洲法院總檢察長梅爾基奧·瓦特萊特發表正式法律意見，指出歐盟成員國不能以不承認同性婚姻為由拒絕歐盟公民同性配偶的居住權。
2018年6月5日，歐洲法院做出了對科曼有利的裁決，稱“配偶”一詞不分性別，因此成員國有義務承認歐盟公民伴侶的歐盟居留權。但是法院也確認是否批准同性婚姻仍將由成員國決定。
根據歐洲議會的研究，一些歐盟國家實際上仍然沒有按照“科曼等人訴移民總督察和內政部案”的裁決給予同性配偶居留權。儘管歐洲法院做出了裁定，但截至2021年9月，漢密爾頓本人尚未獲得羅馬尼亞政府的居留權。為此歐洲議會通過決議，譴責部分國家未能執行裁決，並呼籲歐盟委員會確保同性配偶的權利得到維護。

### 國家層面

#### 普遍承認國家
| 同性結合狀態 | 國家 / 地區 | 起始年份 | 全國人口數 （以最新人口統計數據為準）  |
| --- | ----------- | -------- | -------------------------------------- |
| 已承認同性婚姻 （目前有22國實行） （※代表該國已承認同性婚姻但還有其他形式的伴侶關係）                                                                                             | 安道爾      | 2023年   | 80,194                                 |
| 已承認同性婚姻 （目前有22國實行） （※代表該國已承認同性婚姻但還有其他形式的伴侶關係）                                                                                             | 奧地利※     | 2019年   | 8,966,710                              |
| 已承認同性婚姻 （目前有22國實行） （※代表該國已承認同性婚姻但還有其他形式的伴侶關係）                                                                                             | 比利時※     | 2003年   | 11,698,246                             |
| 已承認同性婚姻 （目前有22國實行） （※代表該國已承認同性婚姻但還有其他形式的伴侶關係）                                                                                             | 丹麥        | 2012年   | 5,922,412                              |
| 已承認同性婚姻 （目前有22國實行） （※代表該國已承認同性婚姻但還有其他形式的伴侶關係）                                                                                             | 愛沙尼亞※   | 2024年   | 1,321,450                              |
| 已承認同性婚姻 （目前有22國實行） （※代表該國已承認同性婚姻但還有其他形式的伴侶關係）                                                                                             | 芬蘭        | 2017年   | 5,547,368                              |
| 已承認同性婚姻 （目前有22國實行） （※代表該國已承認同性婚姻但還有其他形式的伴侶關係）                                                                                             | 法國※       | 2013年   | 64,808,640                             |
| 已承認同性婚姻 （目前有22國實行） （※代表該國已承認同性婚姻但還有其他形式的伴侶關係）                                                                                             | 德國        | 2017年   | 83,264,568                             |
| 已承認同性婚姻 （目前有22國實行） （※代表該國已承認同性婚姻但還有其他形式的伴侶關係）                                                                                             | 希臘        | 2024年   | 10,323,851                             |
| 已承認同性婚姻 （目前有22國實行） （※代表該國已承認同性婚姻但還有其他形式的伴侶關係）                                                                                             | 冰島        | 2010年   | 376,291                                |
| 已承認同性婚姻 （目前有22國實行） （※代表該國已承認同性婚姻但還有其他形式的伴侶關係）                                                                                             | 愛爾蘭      | 2015年   | 5,070,529                              |
| 已承認同性婚姻 （目前有22國實行） （※代表該國已承認同性婚姻但還有其他形式的伴侶關係）                                                                                             | 列支敦士登  | 2025年   | 39,689                                 |
| 已承認同性婚姻 （目前有22國實行） （※代表該國已承認同性婚姻但還有其他形式的伴侶關係）                                                                                             | 盧森堡※     | 2015年   | 657,658                                |
| 已承認同性婚姻 （目前有22國實行） （※代表該國已承認同性婚姻但還有其他形式的伴侶關係）                                                                                             | 馬耳他※     | 2017年   | 535,778                                |
| 已承認同性婚姻 （目前有22國實行） （※代表該國已承認同性婚姻但還有其他形式的伴侶關係）                                                                                             | 荷蘭※       | 2001年   | 17,640,060                             |
| 已承認同性婚姻 （目前有22國實行） （※代表該國已承認同性婚姻但還有其他形式的伴侶關係）                                                                                             | 挪威        | 2009年   | 5,490,459                              |
| 已承認同性婚姻 （目前有22國實行） （※代表該國已承認同性婚姻但還有其他形式的伴侶關係）                                                                                             | 葡萄牙※     | 2010年   | 10,238,316                             |
| 已承認同性婚姻 （目前有22國實行） （※代表該國已承認同性婚姻但還有其他形式的伴侶關係）                                                                                             | 斯洛文尼亞  | 2022年   | 2,119,607                              |
| 已承認同性婚姻 （目前有22國實行） （※代表該國已承認同性婚姻但還有其他形式的伴侶關係）                                                                                             | 西班牙※     | 2005年   | 47,504,036                             |
| 已承認同性婚姻 （目前有22國實行） （※代表該國已承認同性婚姻但還有其他形式的伴侶關係）                                                                                             | 瑞典        | 2009年   | 10,637,286                             |
| 已承認同性婚姻 （目前有22國實行） （※代表該國已承認同性婚姻但還有其他形式的伴侶關係）                                                                                             | 瑞士        | 2022年   | 8,819,249                              |
| 已承認同性婚姻 （目前有22國實行） （※代表該國已承認同性婚姻但還有其他形式的伴侶關係）                                                                                             | 英國※       | 2020年   | 67,828,164                             |
| 小計： | —           | —        | 358,302,771 （約佔歐洲總人口的41.4%）  |
| 已承認同性民事結合關係 （目前有9國實行） （☆代表該國已通過民事結合但還有其他形式的伴侶關係）                                                                                      | 克羅地亞    | 2014年   | 3,999,953                              |
| 已承認同性民事結合關係 （目前有9國實行） （☆代表該國已通過民事結合但還有其他形式的伴侶關係）                                                                                      | 塞浦路斯    | 2015年   | 1,263,614                              |
| 已承認同性民事結合關係 （目前有9國實行） （☆代表該國已通過民事結合但還有其他形式的伴侶關係）                                                                                      | 捷克☆       | 2006年   | 10,495,819                             |
| 已承認同性民事結合關係 （目前有9國實行） （☆代表該國已通過民事結合但還有其他形式的伴侶關係）                                                                                      | 匈牙利☆     | 2009年   | 9,462,412                              |
| 已承認同性民事結合關係 （目前有9國實行） （☆代表該國已通過民事結合但還有其他形式的伴侶關係）                                                                                      | 義大利☆     | 2016年   | 58,804,210                             |
| 已承認同性民事結合關係 （目前有9國實行） （☆代表該國已通過民事結合但還有其他形式的伴侶關係）                                                                                      | 拉脫維亞    | 2022年   | 1,822,100                              |
| 已承認同性民事結合關係 （目前有9國實行） （☆代表該國已通過民事結合但還有其他形式的伴侶關係）                                                                                      | 摩納哥      | 2020年   | 36,230                                 |
| 已承認同性民事結合關係 （目前有9國實行） （☆代表該國已通過民事結合但還有其他形式的伴侶關係）                                                                                      | 黑山        | 2021年   | 626,246                                |
| 已承認同性民事結合關係 （目前有9國實行） （☆代表該國已通過民事結合但還有其他形式的伴侶關係）                                                                                      | 聖馬力諾    | 2019年   | 33,634                                 |
| 小計： | —           | —        | 97,698,551 （約佔歐洲總人口的11.3%）   |
| 已承認未登記同居關係 （目前有2國實行） | 斯洛伐克    | 2018年   | 5,857,034                              |
| 已承認未登記同居關係 （目前有2國實行） | 波蘭        | 2012年   | 41,503,180                             |
| 小計： | —           | —        | 45,500,599 （約佔歐洲總人口的5.3%）    |
| 合計（承認某種同性結合的國家）： | —           | —        | 500,997,608 （約佔歐洲總人口的58.0%）  |
| 不承認任何同性結合關係 （目前有8國實行） （△代表該國作為歐洲聯盟的成員國依據歐洲法院對“科曼訴羅馬尼亞案”的裁決有義務給於歐盟公民外國同性伴侶居留權。）                            | 阿爾巴尼亞  | —        | 2,828,496                              |
| 不承認任何同性結合關係 （目前有8國實行） （△代表該國作為歐洲聯盟的成員國依據歐洲法院對“科曼訴羅馬尼亞案”的裁決有義務給於歐盟公民外國同性伴侶居留權。）                            | 阿塞拜疆    | —        | 10,434,564                             |
| 不承認任何同性結合關係 （目前有8國實行） （△代表該國作為歐洲聯盟的成員國依據歐洲法院對“科曼訴羅馬尼亞案”的裁決有義務給於歐盟公民外國同性伴侶居留權。）                            | 波黑        | —        | 3,201,821                              |
| 不承認任何同性結合關係 （目前有8國實行） （△代表該國作為歐洲聯盟的成員國依據歐洲法院對“科曼訴羅馬尼亞案”的裁決有義務給於歐盟公民外國同性伴侶居留權。）                            | 哈薩克斯坦  | —        | 19,690,715                             |
| 不承認任何同性結合關係 （目前有8國實行） （△代表該國作為歐洲聯盟的成員國依據歐洲法院對“科曼訴羅馬尼亞案”的裁決有義務給於歐盟公民外國同性伴侶居留權。）                            | 北馬其頓    | —        | 2,082,519                              |
| 不承認任何同性結合關係 （目前有8國實行） （△代表該國作為歐洲聯盟的成員國依據歐洲法院對“科曼訴羅馬尼亞案”的裁決有義務給於歐盟公民外國同性伴侶居留權。）                            | 羅馬尼亞△   | —        | 19,987,005                             |
| 不承認任何同性結合關係 （目前有8國實行） （△代表該國作為歐洲聯盟的成員國依據歐洲法院對“科曼訴羅馬尼亞案”的裁決有義務給於歐盟公民外國同性伴侶居留權。）                            | 土耳其      | —        | 86,006,922                             |
| 不承認任何同性結合關係 （目前有8國實行） （△代表該國作為歐洲聯盟的成員國依據歐洲法院對“科曼訴羅馬尼亞案”的裁決有義務給於歐盟公民外國同性伴侶居留權。）                            | 梵蒂岡      | —        | 825                                    |
| 小計： | —           | —        | 142,926,852 （約佔歐洲總人口的16.5%）  |
| 憲法禁止同性婚姻 （目前有14國實行） （*代表該國作為歐洲聯盟的成員國依據歐洲法院對“科曼訴羅馬尼亞案”的裁決有義務給於歐盟公民外國同性伴侶居留權。） （†有其他形式的同性伴侶關係。） | 亞美尼亞    | 2015年   | 2,776,972                              |
| 憲法禁止同性婚姻 （目前有14國實行） （*代表該國作為歐洲聯盟的成員國依據歐洲法院對“科曼訴羅馬尼亞案”的裁決有義務給於歐盟公民外國同性伴侶居留權。） （†有其他形式的同性伴侶關係。） | 白俄羅斯    | 1994年   | 9,483,591                              |
| 憲法禁止同性婚姻 （目前有14國實行） （*代表該國作為歐洲聯盟的成員國依據歐洲法院對“科曼訴羅馬尼亞案”的裁決有義務給於歐盟公民外國同性伴侶居留權。） （†有其他形式的同性伴侶關係。） | 保加利亞†   | 1991年   | 6,650,390                              |
| 憲法禁止同性婚姻 （目前有14國實行） （*代表該國作為歐洲聯盟的成員國依據歐洲法院對“科曼訴羅馬尼亞案”的裁決有義務給於歐盟公民外國同性伴侶居留權。） （†有其他形式的同性伴侶關係。） | 克羅地亞†*  | 2013年   | 3,999,953                              |
| 憲法禁止同性婚姻 （目前有14國實行） （*代表該國作為歐洲聯盟的成員國依據歐洲法院對“科曼訴羅馬尼亞案”的裁決有義務給於歐盟公民外國同性伴侶居留權。） （†有其他形式的同性伴侶關係。） | 格魯吉亞    | 2018年   | 3,721,860                              |
| 憲法禁止同性婚姻 （目前有14國實行） （*代表該國作為歐洲聯盟的成員國依據歐洲法院對“科曼訴羅馬尼亞案”的裁決有義務給於歐盟公民外國同性伴侶居留權。） （†有其他形式的同性伴侶關係。） | 匈牙利†*    | 2012年   | 9,462,412                              |
| 憲法禁止同性婚姻 （目前有14國實行） （*代表該國作為歐洲聯盟的成員國依據歐洲法院對“科曼訴羅馬尼亞案”的裁決有義務給於歐盟公民外國同性伴侶居留權。） （†有其他形式的同性伴侶關係。） | 拉脫維亞†*  | 2006年   | 1,822,100                              |
| 憲法禁止同性婚姻 （目前有14國實行） （*代表該國作為歐洲聯盟的成員國依據歐洲法院對“科曼訴羅馬尼亞案”的裁決有義務給於歐盟公民外國同性伴侶居留權。） （†有其他形式的同性伴侶關係。） | 立陶宛†     | 1992年   | 2,705,773                              |
| 憲法禁止同性婚姻 （目前有14國實行） （*代表該國作為歐洲聯盟的成員國依據歐洲法院對“科曼訴羅馬尼亞案”的裁決有義務給於歐盟公民外國同性伴侶居留權。） （†有其他形式的同性伴侶關係。） | 摩爾多瓦    | 1994年   | 3,503,354                              |
| 憲法禁止同性婚姻 （目前有14國實行） （*代表該國作為歐洲聯盟的成員國依據歐洲法院對“科曼訴羅馬尼亞案”的裁決有義務給於歐盟公民外國同性伴侶居留權。） （†有其他形式的同性伴侶關係。） | 黑山*       | 2007年   | 626,246                                |
| 憲法禁止同性婚姻 （目前有14國實行） （*代表該國作為歐洲聯盟的成員國依據歐洲法院對“科曼訴羅馬尼亞案”的裁決有義務給於歐盟公民外國同性伴侶居留權。） （†有其他形式的同性伴侶關係。） | 俄羅斯      | 2020年   | 144,336,917                            |
| 憲法禁止同性婚姻 （目前有14國實行） （*代表該國作為歐洲聯盟的成員國依據歐洲法院對“科曼訴羅馬尼亞案”的裁決有義務給於歐盟公民外國同性伴侶居留權。） （†有其他形式的同性伴侶關係。） | 塞爾維亞    | 2006年   | 7,120,364                              |
| 憲法禁止同性婚姻 （目前有14國實行） （*代表該國作為歐洲聯盟的成員國依據歐洲法院對“科曼訴羅馬尼亞案”的裁決有義務給於歐盟公民外國同性伴侶居留權。） （†有其他形式的同性伴侶關係。） | 斯洛伐克*   | 2014年   | 5,857,034                              |
| 憲法禁止同性婚姻 （目前有14國實行） （*代表該國作為歐洲聯盟的成員國依據歐洲法院對“科曼訴羅馬尼亞案”的裁決有義務給於歐盟公民外國同性伴侶居留權。） （†有其他形式的同性伴侶關係。） | 烏克蘭      | 1996年   | 35,624,410                             |
| 小計： | —           | —        | 242,620,086 （約佔歐洲總人口的28.1%）  |
| 合計（不承認同性結合的國家）： | —           | —        | 363,428,085 （約佔歐洲總人口的42.0%）  |
| 總計： | —           | —        | 864,425,693 （約佔歐洲總人口的100.0%） |

#### 有限承認國家
| 同性結合狀態                             | 國家 / 地區    | 起始年份 | 地區人口數 （以最新人口統計數據為準） |
| ---------------------------------------- | -------------- | -------- | ------------------------------------- |
| 不承認任何同性結合關係 （目前有5個地區） | 阿布哈茲       | —        | 243,564                               |
| 不承認任何同性結合關係 （目前有5個地區） | 科索沃         | —        | 1,907,592                             |
| 不承認任何同性結合關係 （目前有5個地區） | 北塞浦路斯     | —        | 313,626                               |
| 不承認任何同性結合關係 （目前有5個地區） | 南奧塞梯       | —        | 51,547                                |
| 不承認任何同性結合關係 （目前有5個地區） | 德涅斯特河沿岸 | —        | 475,665                               |

### 腳註
1. ↑  不含根西島與海外領土（除直布羅陀外）。
2. ↑  穩定結合（Stable Union）始於2005年。民事結合自2014年到2023年實行。
3. ↑  註冊伴侶關係（Eingetragene Partnerschaft）始於2010年。

### 出典
1. 1 2  . BBC新聞. 2018-06-05  [2023-12-05]. （原始内容存档于2019-05-08） （英语）.
2. 1 2  Daniel Boffey. . 衛報. 2021-09-14  [2023-12-05]. （原始内容存档于2021-09-14） （英语）.
3. ↑  . 國際法律家委員會. 2010-02-07  [2023-12-05]. （原始内容存档于2023-06-02） （英语）.
4. ↑  . 歐洲人權法院. 2013-11-07  [2023-12-05]. （原始内容存档于2023-10-13） （英语）.
5. ↑  . 歐洲人權法院.   [2023-12-06]. （原始内容存档于2019-03-27） （英语）.
6. ↑  Michael Lipka; David Masci. . 皮尤研究中心. 2019-10-28  [2023-12-06]. （原始内容存档于2024-01-27） （英语）.
7. ↑  . 歐洲人權法院.   [2023-12-06]. （原始内容存档于2019-05-06） （法语）.
8. ↑   (PDF). 歐洲人權法院.   [2023-12-06]. （原始内容存档 (PDF)于2023-06-01） （英语）.
9. ↑  Grégor Puppinck. . 歐洲法律與司法中心（法语：Centre européen pour le droit et la justice）.   [2023-12-06]. （原始内容存档于2023-11-16） （英语）.
10. ↑  Dominika Sitnicka. . OKO.press（英语：OKO.press）. 2023-01-17  [2023-12-06]. （原始内容存档于2023-05-03） （波兰语）.
11. ↑  Szymon Cydzik. . 共和國報（英语：Rzeczpospolita (newspaper)）. 2023-01-23  [2023-12-06]. （原始内容存档于2023-02-09） （波兰语）.
12. ↑  . Noizz.pl（波兰语：Noizz.pl）. 2020-06-07  [2023-12-06] （波兰语）.[]
13. ↑  . 歐洲議會. 2013-11-14  [2023-12-06]. （原始内容存档于2023-04-25） （英语）.
14. ↑  Janie Matthews. . Efficacité et Transparence des Acteurs Européens. 2017-04-25  [2023-12-06]. （原始内容存档于2018-12-23） （英语）.
15. ↑   (PDF). 歐洲法院. 2018-01-11  [2023-12-06]. （原始内容存档 (PDF)于2018-01-13） （英语）.
16. ↑  Kit Gillet. . 紐約時報. 2018-06-05  [2023-12-06]. （原始内容存档于2019-11-14） （英语）.
17. ↑  . 安道爾總委員會. 2022-07-21  [2023-12-06]. （原始内容存档于2022-07-21） （加泰罗尼亚语）.